# Alfred Servais
Alfred Servais, né le 24 septembre 1890 à Naninne et mort le 2 juin 1943 à Marcinelle (Charleroi) est un officier et résistant belge de la Seconde Guerre mondiale. Il commande le groupement régional de la Légion Belge, mouvement de Résistance belge qui donnera naissance à l’Armée Secrète.

## Biographie
Alfred Servais, né le 24 septembre 1890 à Naninne, est le fils de Félix Servais, journalier, et de Mathilde Verdonkt. Il était marié et a eu un fils. 
Sa jeunesse se passe en grande partie à Fontaine-l'Évêque où il fait des études à l'École moyenne. 
En 1912, il entre au 14e régiment de Ligne par devancement d'appel de sa classe. Il sort de l'École régimentaire de sous-officiers de Diest en 1914 peu avant la Première Guerre mondiale.  
Au début de la Première Guerre mondiale, il est sergent dans le 14e régiment de Ligne. Il est rapidement remarqué par ses chefs et est désigné sous-officier adjoint au commandant de bataillon. En janvier 1915, il est promu officier-auxiliaire et reçoit le commandement d'un peloton. Il se signale par ses qualités au front et est cité à deux reprises (en août 1916 en en novembre 1918) à l'ordre de l'armée belge. En octobre 1918, il prend le commandement de son bataillon, son chef ayant été tué au combat, ce qui lui vaut sa deuxième citation. 
La paix revenue, il continue à servir dans le 14e régiment de Ligne et, à sa dissolution en 1926, il est transféré au 2e régiment de Chasseurs à Pied de Charleroi. C'est à ce moment qu'il se fixe à Marcinelle.   
En 1932, il quitte l'armée active tout en restant officier de réserve et deviendra ainsi major. Dans le civil, il devient agent en assurances et en crédits hypothécaires. Il a une vie sociale bien remplie avec la participation à des sociétés, cercles, fédérations, groupements patriotiques en lien avec la culture physique et morale de la jeunesse, l'aide aux nécessiteux, l'organisation des loisirs des travailleurs, etc. 
Au déclenchement de la Seconde Guerre mondiale, le 1er septembre 1939, il est mobilisé à quarante-neuf ans à la direction des transports. En mai 1940, la Belgique est envahie et occupée par les forces allemandes. Il est démobilisé à la suite de la capitulation de l'armée belge en juin 1940. Dès septembre 1940, il est l'un des premiers à organiser la Résistance dans la région carolorégienne: service de recrutement, distribution de fausses cartes d'identité, rapatriement de prisonniers français, évasion de jeunes gens vers l'Angleterre, presse clandestine, dépôts d'armes et d'explosifs. Alors qu'il est incarcéré à Louvain, il parvient à faire échapper quatre prisonniers français.  
Alfred Servais devient commandant du groupement régional de la Légion Belge à Charleroi, mouvement œuvrant à la libération du pays en soutenant les Alliés, et qui donnera naissance plus tard à l’Armée secrète.  
Le 28 octobre 1942 à la suite d'une trahison, les Allemands opèrent plusieurs arrestations dans les rangs de la Légion Belge de Charleroi dont Alfred Servais. Il est condamné à mort par le Tribunal de Guerre de Charleroi et est fusillé en compagnie d'autres résistants par les Allemands au Tir national de Marcinelle-Vilette, le 2 juin 1943. Son corps est alors enterré au parc de la Serna, à Jumet. 

## Hommages
Après la Seconde Guerre mondiale, le corps d'Alfred Servais est exhumé du charnier de la Serna et transféré au cimetière de Marcinelle, où il repose toujours, près de la pelouse d’honneur.  
En juin 1957, un mémorial a été érigé derrière le Tir national de Marcinelle-Vilette où ont été exécutés Alfred Servais, le commandant Massart et cinquante patriotes belges. Une salle de la caserne Caporal Trésignies porte depuis cette date le nom de major Alfred Servais. 
Les autorités communales marcinelloises ont donné son nom à la « rue Major Alfred Servais » pour perpétuer sa mémoire.

## Distinctions
- Croix de guerre 1914-1918 en 1916 (Belgique).
- Deux citations à l'ordre de l'armée pendant la Première Guerre mondiale.
- Chevalier de la Légion d'honneur en 1950 à titre posthume (France).